# Dimitris Tsitsos
Dimitris Tsitsos (27 de septiembre de 2000) es un deportista de Grecia que compite en atletismo. Ganó una medalla de bronce en el Campeonato Europeo de Atletismo Sub-20 de 2019, en la prueba de lanzamiento de jabalina.